# 少女的秘密心事
《少女的秘密心事》是日本漫畫家藪內優所創作以性教育為主題的少女漫畫作品。於2004年開始在小學館的《小學館學習雜誌》（小學四年生、小學五年生）雜誌進行連載。描寫日常生活中「一小點的不可思議」的要素與戀愛結合，以及主角們的身心的成長。主角的名字取名為蕾（つぼみ）。之後《小學五年生》雜誌於2010年2月停刊之後，後續7期、8期移至《小學四年生》雜誌連載。
2008年改編為3集OVA。2009年1月20日獲得第54回（平成20年度）小學館漫畫賞兒童部門獎。至2007年12月為止的累計發行數量為55萬本。

## 連載
第1期在《小學四年生》雜誌2004年3月號以及在「小學五年生」雜誌2004年4月號至2005年3月號連載，全13話。以及在「藪內優Fan BOOK 藪內優的♀♂（女孩子男孩子）的話」收錄的番外篇。第2期在《小學四年生》雜誌2005年2月號至3月號以及在「小學五年生」2005年4月號至2006年2月號連載，全13話。第3期在《小學四年生》雜誌2006年3月號以及在「小學五年生」2006年4月號至2007年2月號連載，全13話。
第0期在《小學三年生》2006年3月號以及在「小學四年生」2006年4月號至2007年2月號連載，與第1期的世界觀與人物設定相同。與藪內優著作的《純情愛天使》主角年齡相同。所謂的「第0期」是「第1期」之前的故事，是藪內優的網站與相關書籍所採用的名稱，單行本以「少女的秘密心事-情竇初開-」的標題發售，由於對象年齡降低，因此沒有性教育的內容，全12話。
第4期在《小學五年生》2007年4月號至2008年3月號連載，全12話。第5期在《小學五年生》2008年4月號至2009年3月號連載，全12話。第6期在《小學五年生》2009年4月號至2010年3月號連載，全12話。
第7期在《小學四年生》2010年4月號至2011年3月號連載，全12話，與前幾期不同的是，由於作品轉移到小學四年級為對象的學年雜誌，而主角也變成小學四年級。另外並非在雜誌本刊連載，而是別冊附錄《月刊漫畫小學四年生》（別冊付録『月刊コミック小学四年生』）內連載。性徵以及性教育的要素還有保留，而性教育相關的報導在本刊並沒有刊登，一話大約12頁左右。
第8期在《小學四年生》2011年4月號至2012年3月號期間連載，全12話。於別冊附錄《漫畫SHO4》（別冊付録『コミックSHO4』）內連載，一話大約15頁左右，而這期回復到第6期相同，同時刊載性教育相關的報導。

## 故事簡介

### 第一期
立花蕾是一個家庭的獨生女，有一天知道自己母親的懷孕了。從以前開始就想要弟弟或妹妹的蕾非常高興，跟兩位好朋友山吹八重與加藤麗愛說出母親懷孕的消息時，當麗愛說出「蕾的父母親做愛的證據」時蕾變得僵直。
正在想「色色的事是什麼樣的事」的的時候，突然不知什麼時候在蕾班上的神秘少女遠藤沙耶出現在蕾面前打了招呼。在跟沙耶說出她思考的事情之後，從沙耶得到了答案。 之後蕾和沙耶成為不可或缺的朋友。在很高興即將有弟妹的蕾，身體不知不覺的越來越接近大人。
初潮、身體的煩惱、男女的差異、以及戀愛等，蕾與朋友一起成長。

### 第二期
小學五年級的草壁蕾是一個個子高而且運動神經相當好而且個性開朗的女孩子。那樣的她也有的一個煩惱，那就是從小在一起的押井怜麻常常掀蕾裙子，而成為了蕾的煩惱。蕾跟怜麻每天度過互相吵架的日子。
有一天，蕾跟怜麻在房間遊玩時，房間的天花板突然開了一個奇怪的洞，出現了一個擁有少年外表的外星人。描寫身體與心靈的成長，以及萌生的戀情。

### 第三期
椎名蕾是個非常喜歡畫圖，童心未滅的女孩子。即將成為小學五年級生的蕾，期待著五年級可以使用自動鉛筆。在成為五年級生前幾天，蕾與青梅竹馬的幹圖一起到文具店買自動鉛筆，但是沒有找到理想自動鉛筆而離開文具店。在回去的路上蕾與幹圖遇到一個穿著黑色大衣和帽子的大哥哥不小心跌倒。一起撿起他掉出來的東西時，蕾撿到了一隻附有鬱金香花瓣的自動鉛筆，而將這隻自動鉛筆送給蕾。回到家之後，蕾使用那隻自動鉛筆試著畫圖的時候，畫出來的圖慢慢浮現出來，變成像生物一樣會動。蕾被畫出來的東西會動而嚇到了。得到了將畫出來的圖實體化的自動鉛筆的蕾，以及幹圖一起捲進各式各樣事情。

### 第四期
在迎接新學期的某一天，小鳥遊蕾收到一封沒有看過的寄件人的電子郵件，寄件人名稱為「MIRA☆」。蕾走在第一次走的路上時，被陌生人說「你的爸爸被送到醫院」，而打算坐上陌生人的車，被一名少女阻止下來。那名少女是蕾的新學期的同班同學，名字叫做未萊。跟電子郵件的寄件人相同，還是...。

## 登場人物

### 第一期
人名與草花的名字有關。
立花蕾（配音員：名塚佳織）
就讀小學五年級的女孩子。內心善良個性有一點害羞。對於即將出生的弟妹非常開心之餘，在班上常常做出大膽的發言與行動，對於自己的身體的成長每天保持著困惑。在那開始被同班的男孩子（根本大樹）吸引。有一天在澀谷與八重等人走散，被蘿莉控青年帶到圓山町的情色旅館街時被沙耶阻止住。東西經常遺失。非常喜歡游泳。家族成員有父親和母親。留著短髮。生日是2月3日。血型是O型。身高138cm、體重32kg。
遠藤沙耶（配音員：小清水亞美）
不知什麼時候開始在蕾的班上的神秘美少女。或許身心像大人一樣，常常被班上同學忽略，被其他人認為是難以接近的人。對蕾來說像是可靠的大姐姐般的朋友，經常幫助蕾。喜歡蕾，不過她的本意不明。留著黑色長髮。是藪內優所說的理想女孩子的模樣。某種意義上是蕾的妹妹。生日是12月24日。身高147cm、體重32kg。
山吹八重（配音員：小林沙苗）
蕾的同班同學。是個稍為有點瘦的高個子。外表像男孩子的僕少女。非常在意胸部沒有發育。家人有父母和弟弟（名字為"蒼"），家裡有養貓。生日是5月28日。血型是A型。身高142cm、體重29kg。
加藤麗愛（配音員：神田朱未）
同樣是蕾的同班同學。是個消息靈通的順風耳，特別是性和戀愛的消息，但是得到的訊息通常不太正確。在上性教育的課程時眼睛閃爍著，對於性知識有關的事情出奇意料地貪欲。個子相當嬌小，煩惱沒辦法變的豐滿。留著一對雙馬尾。生日是4月10日。血型是B型。身高135cm、體重30kg。
根本大樹（配音員：白石涼子）
蕾班上的男生的領袖，個性認真的熱血男。經常在意蕾，幫蕾找到她掉落的鳥吉祥物。生日是12月11日。血型是B型。身高138cm、體重29kg。
久木太（配音員：宮田幸季）
蕾班上的男生，好色的性格，其實個性非常和善。與麗愛年幼時經常吵架，從以前開始就喜歡她。生日是8月8日。血型是O型。身高141cm、體重41kg。
三枝葉（配音員：齋賀光希）
在蕾班上容貌No.1的男子。個性冷酷。有一個年紀差好幾歲的姐姐。與其他不知道的情況下與八重交往。經常踢好色的人。生日是10月8日。血型是AB型。身高145cm、體重30kg。
三枝綠（配音員：金月真美）
葉的姐姐，女性內衣店的店員。擁有好身材，沒有男朋友。為八重是否買胸罩作建議。
立花美咲
蕾的母親。在蕾就讀小學五年級之前就懷孕，一度面臨流產的危機，在度過了危機之後就相當順利。舊姓是遠藤。美咲的名字在OVA版才出現，漫畫版沒有記載。
立花幹生（配音員：金光祥浩）
蕾的父親。與第零期比較出場次數雖然少，但是在美咲住院和生產時登場。與美咲一樣，幹生的名字在OVA版才出現，漫畫版沒有記載。

### 第二期
人名與草花+家庭的東西有關。
草壁蕾
個性活躍的小學五年級的女孩子。留著到肩膀的長髮，頭髮兩側有綁辮子以及呆毛。在班上有著像大姐姐般的信賴感，對周遭的傳言感覺非常遲鈍。被突然出現的外星人成為觀察對象。運動神經非常好，到小學四年級比男孩子跑得還要快。成績是有點不太好，考試的成績76分。憧憬著像是胸罩等大人的東西。她還沒有特別去想將來的夢想。有全套《少女少年》的單行本。家族成員有父親和母親。生日是11月4日。血型是B型。
草壁緣
從巴魯·可尼星來到地球的作生態調查的外星人。本名是科羅·傑德（クロウ·ゼット）。外表跟人類一樣，身高與人類的尺寸相同。對蕾和怜麻以外的人做記憶控制，冒充在嬰兒的時候死亡的蕾的雙胞胎哥哥。運動神經與學習成績都非常優良，受到女孩子的歡迎。在地球的生日與蕾同樣是11月4日。
押井怜麻
蕾的同班同學以及青梅竹馬。因為住在隔壁的關係，而經常到蕾的房間玩著對戰遊戲。由於喜歡蕾的關係，經常掀蕾的裙子以及偷看她的內褲，在蕾胸部突起的時候將衣服借給她。血型是O型。
河原結花
蕾的同班同學。是個眼鏡娘而且喜歡看漫畫。換衣服的時候以及下海的時候都不取下眼鏡。生日是7月9日。血型是O型。
天上園果
蕾的同班同學。以升上私立中學為目標，成績是班上頂尖的，但是她不太聰明。有一點天然呆。個性小孩子一樣，在海邊時被陌生人搭訕時，沒有任何警戒心就跟對方搭上話。留著一對雙馬尾，生日是9月14日。血型是AB型。
蕾的母親（本名不詳）
職業婦女。由於緣的記憶控制，對緣當成是她的母親。

### 第三期
除了蕾以外的人名，基本上與學校的科目有關。
椎名蕾
喜歡畫圖的小學五年級的女孩子。留著短髮。個性像小孩子，喜歡在餐廳點兒童餐。好奇心旺盛常常馬上行動而不在意，經常發生災難。對許多事物保持著天真無邪的幻想，每次總是接受幹圖和母親的忠告。家族成員有父親和母親，不過在家庭方面情況有點複雜的樣子。生日是2月23日，星座是雙魚座。血型是AB型。從沒見過的大哥哥得到不可思議的自動鉛筆。
工藤幹圖
與蕾要好的男孩子，是從小在一起的青梅竹馬。平常一起遊玩，經常進入蕾的房間。是蕾以外唯一知道不可思議的自動鉛筆的事的人。冷靜並且非常勇敢，經常幫助陷入困境的蕾。跟蕾比較起來像大人一樣的性格以及知識淵博，經常對蕾的考慮不周到行動加以勸說，用冷酷的語調說話。生日是6月29日，星座是巨蟹座。血型是A型。將來的夢想是自己製作昆蟲圖鑑。
体文育
花蕾等人的同班同學。留著長髮戴眼鏡的女孩子。說話的口氣像男孩子一樣。在蕾跟紫音當中身高最高的，成長速度最快的。經常對蕾用大姐姐的語調說話。兩個人成為好姐妹。喜歡ChuChu雜誌。生日是4月7日，星座是白羊座。血型是A型。
相樂紫音
花蕾等人的同班同學。留著一對糰子頭。父親是「橡果舎」出版社的人。對於自己抱持的戀愛心煩惱。意外受到男孩子歡迎，不過她對這件事漠不關心。跟育一樣，喜歡ChuChu雜誌。生日是5月12日，星座是金牛座。血型是O型。
大哥哥
名字不詳。送給蕾不可思議的自動鉛筆的人。總是穿著漆黑的大衣和帽子的神秘美男子。與幹圖同樣經常幫助蕾。似乎是蕾似曾相識的人。
仁科理志
與大哥哥相似的男孩子。某一天在蕾的鞋櫃放入了情書。
蕾的母親（本名不詳）
是個職業婦女。過去有遇到某種複雜的情況的樣子，對入選小學生繪畫展保持著幻想的蕾說出嚴厲的事實。在蕾放學了的時候，經常在佛壇祭拜。
※除了蕾和理志以外的主要登場人物的姓氏在連載時沒有明確記載，而在小學版出版的《少女的秘密心事 女孩子的第一次的事》揭載。

### 第零期
基本上與第一期的登場人物一樣。
立花蕾
在第零期是小學四年級生。有一天正好想著要養什麼寵物時，突然有一隻鸚鵡飛進她的房間裡，正在尋找它的主人時，但是找不到飼養它的人。
嗶助
闖進蕾的家的情侶鸚鵡。身體羽毛的顏色是黃綠色，臉部部分是朱紅色。嗶助的名字是找到原飼主之前，蕾無法分辨雄性還是雌性臨時取的名字。其實它是雌性而且生了蛋。也許是因為被飼養過的關係很容易接近人，特別蕾的聲音馬上回應。
山吹八重
四年級時跟蕾同班。全年級身高最高的。從小時候開始被周圍的人認為像男孩子，然而一直介意著那件事。
加藤麗愛
四年級時跟蕾同班。從那個時候開始已經對於有關戀愛和性的事情有興趣的樣子。
久木太
四年級時跟蕾同班。非常喜歡戲弄女孩子，在第一話掀蕾的裙子。
根本大樹
四年級時跟蕾不同班的飼育委員。告訴蕾鸚鵡飼養的方式以及尋找原飼主。
三枝葉
與大樹同班，與太從幼稚園開始的朋友。雖然受到女孩子的歡迎，但是他認為「沒看到真正的自己」，而沒有這樣想。八重在眾人的眼光下嘗試對他告白。
立花啄實
蕾的堂兄弟。為了就職活動的預習從山形來到蕾的家一個禮拜。蕾的初戀對象。
立花幹生
蕾的父親。職業是典型的上班族。使用網際網路調查鸚鵡的種類，買鳥巢飼養嗶助並且協助蕾。
立花美咲
蕾的母親。在作品中頻繁登場，擔任著母親的角色。做著打工工作。在作品最後時懷孕。
牡丹
外表像大人一樣的小學六年級的女孩子。為了尋找自己飼養的鸚鵡而來到蕾的家。
※在第一期的主要登場人物當中，遠藤沙耶在作品最後出現身影。

### 第四期
登場人物名稱以男性為十二地支，女性為花、植物關係為主。
小鳥遊蕾
就讀小學五年級的女孩子。個性開朗好奇心旺盛但是有一點膽怯。父母都有工作，母親總是很晚才回家。
根津辰牛
跟蕾的同班的青梅竹馬。在學校受到女孩子歡迎。
豬原大河
蕾的同班同學。跟菫是青梅竹馬。
犬飼菫
蕾的朋友。有一個要準備應試的姐姐以及愛好相同的中一的哥哥。
宇佐美蓮華
蕾的朋友。有一個就讀幼稚園的弟弟。留著馬尾。
有馬未萊
蕾的同班同學。個性堅強的女孩子。阻止蕾上不明人士的車。留著一對雙馬尾。
小鳥遊茉莉
蕾的母親。由於工作的關係，雖然跟同居但是很少見面。
※除了蕾母女以外的登場人物的姓氏在連載時沒有明確記載，而在小學版出版的《少女的秘密心事 女孩子的第一次的事》揭載。

### 第五期
登場人物的名字以科幻小說作家的名字為命名，而生日與原作家相同。
相崎蕾
就讀小學五年級的女孩子。被同班同學稱為「粗暴女」，與父親一起生活的女孩子。有一天另一個蕾突然從現實世界中出現。現實世界的蕾戴著花形髮飾，平行世界的蕾則是戴著星形髮飾。生日是1月2日。血型是B型。名字的由來是艾萨克·阿西莫夫。
相崎操
蕾的父親。職業科幻小說家。名字的由來與蕾同樣是艾萨克·阿西莫夫。
朝倉千晴
跟蕾的同班青梅竹馬的男孩子。名字的由來是亞瑟·查理斯·克拉克。
筒井隆
跟蕾的同班的男孩子。是相崎操的作品的愛好者。名字的由來是筒井康隆。
小松咲妃
與蕾要好的同班的女孩子。名字的由來是小松左京。
星菜摘
與蕾要好的同班的女孩子。名字的由來是星新一。
爐端艾莉絲
出版社的編輯。31歳。名字的由來是羅伯特·海萊因。

### 第六期
仁家蕾
第六期的主角。就讀吳田小學五年級的女孩子，留著長頭髮。
浦野天空
蕾的同班同學，是個戴著眼鏡的男孩子。教室的座位在蕾隔壁。被蕾說成「不同調」跟「陰沉」。
古戶
蕾的同班同學。
蓬萊摩耶
蕾的同班同學。
入須菖蒲
蕾的同班同學。

### 第七期
八木蕾
第七期的主角，就讀小學四年級的女孩子。戴著髮箍的愛哭鬼，是奶奶養大的孩子。父親是婦產科醫生，是他親自幫蕾接生的。
牛島昴
纏繞在蕾身邊的幽靈少年。只有蕾戴上髮箍的時候才能看見，也能說話。蕾以外的人類是看不見的。

蕾的同班同學。有靈異感應的樣子，可以感覺昴的存在。
伊緒
蕾的同班同學。比男孩子強，也不怕蟲，不過最怕幽靈和鬼故事了。完全沒有靈異感應。

### 第八期
本田蕾
第七期的主角，就讀小學四年級的女孩子。
廣瀨 相場
蕾的同班同學。
亞夢
蕾的同班同學。
重見和都
蕾的同班同學。
轍
蕾的同班同學。

## 發行
2005年4月單行本第一冊發售時Amazon.com以及Seven&Y等網路通販都受到許多男性讀者的歡迎。並且在一般雜誌也成為了話題。
單行本除了第0期以外，第1期到第8期對應相同冊數，第0期則添加副標題。

### 出版書籍
| 卷数 | 小學館        | 小學館                 | 長鴻出版社     | 長鴻出版社           |
| 卷数 | 發售日期      | ISBN                   | 發售日期       | EAN                  |
| ---- | ------------- | ---------------------- | -------------- | -------------------- |
| 1    | 2005年4月27日 | ISBN 4-09-137079-9     | 2006年3月8日   | EAN 471-0765-20287-3 |
| 2    | 2006年4月28日 | ISBN 4-09-130498-2     | 2006年9月29日  | EAN 471-0765-20855-4 |
| 3    | 2007年6月29日 | ISBN 978-4-09-131235-8 | 2008年1月19日  | EAN 471-2805-82073-3 |
| 4    | 2008年4月28日 | ISBN 978-4-09-131717-9 | 2008年10月28日 | EAN 471-2805-82763-3 |
| 5    | 2009年4月28日 | ISBN 978-4-09-132509-9 | 2009年9月19日  | EAN 471-1552-44560-2 |
| 6    | 2010年4月28日 | ISBN 978-4-09-133257-8 | 2010年10月20日 | EAN 471-3469-35596-8 |
| 7    | 2011年4月28日 | ISBN 978-4-09-133824-2 | 2013年1月23日  | EAN 471-5409-85464-7 |
| 8    | 2012年4月27日 | ISBN 978-4-09-134539-4 | 2013年10月15日 | EAN 471-5409-85500-2 |

- 少女的秘密心事 -情竇初開-（ないしょのつぼみ-めばえ-）

| 卷数 | 小學館       | 小學館                 | 長鴻出版社    | 長鴻出版社           |
| 卷数 | 發售日期     | ISBN                   | 發售日期      | EAN                  |
| ---- | ------------ | ---------------------- | ------------- | -------------------- |
| 0    | 2007年8月2日 | ISBN 978-4-09-131249-5 | 2008年8月12日 | EAN 471-2805-82541-7 |

### 相關書籍
- 藪內優Fan BOOK（やぶうち優ファンBOOK）[8]

2006年3月31日發售、ISBN 4-09-130397-8
- 少女的秘密心事 女孩子的第一次的事（ないしょのつぼみファンBOOK　女の子の初めてのお話）

2008年6月1日發售、ISBN 978-4-09-159059-6
小說
著：相馬来良、原作・插畫：藪內優（小学館Junior文庫）
- 少女的秘密心事〜離別的禮物〜（ないしょのつぼみ 〜さよならのプレゼント〜）

2014年10月15日發售、ISBN 978-4-09-230776-6
- 少女的秘密心事〜我的身體・他的心情〜（ないしょのつぼみ〜あたしのカラダ・あいつのココロ〜）

2015年3月25日發售、ISBN 978-4-09-230798-8

## 動畫版
在第零期初版的書腰帶，動畫化在2008年春季開始進行。以第一期故事為主的OVA版全三集。

### 發售日期
- OVA第1集 2008年4月25日發售[10][11]
- OVA第2集 2008年5月30日發售
- OVA第3集 2008年6月27日發售

### 製作人員
- 監督：鴫野彰
- 系列構成、劇本：荒川稔久
- 演出：中村圭三
- 人物設計、總作畫監督：武内啓
- 作畫監督：宇都木勇
- 美術監督：井上一宏
- 色彩設定：齋藤惠
- 色彩指定：近藤直登
- 攝影監督：西村徹也
- 編輯：坂本雅紀（森田編輯室）
- 音響監督：町田薫
- 音樂：UbiQuinta
- 音響特效：今野康之（スワラ・プロ）
- 音響制作：青二Production
- 協助：小學館「小學五年生」編輯部
- 動畫製作：旗艦工作室（スタジオ旗艦）
- 製作協助：
- 製作擔任：齋藤康廣
- 製作：少女的秘密心事製作委員會

## 外部連結
- 少女的秘密心事 小學館漫畫賞獲獎紀念頁面 （页面存档备份，存于） （日語）
- 原作者藪內優的網站「Utopia」 （页面存档备份，存于） （日語）

| 第53回 平成19年度 |
| 《》 村瀨範行     |

| 第54回 平成20年度         |
| 《少女的秘密心事》 藪內優 |

| 第55回 平成21年度 |
| -                 |